# Bernardino de Conti

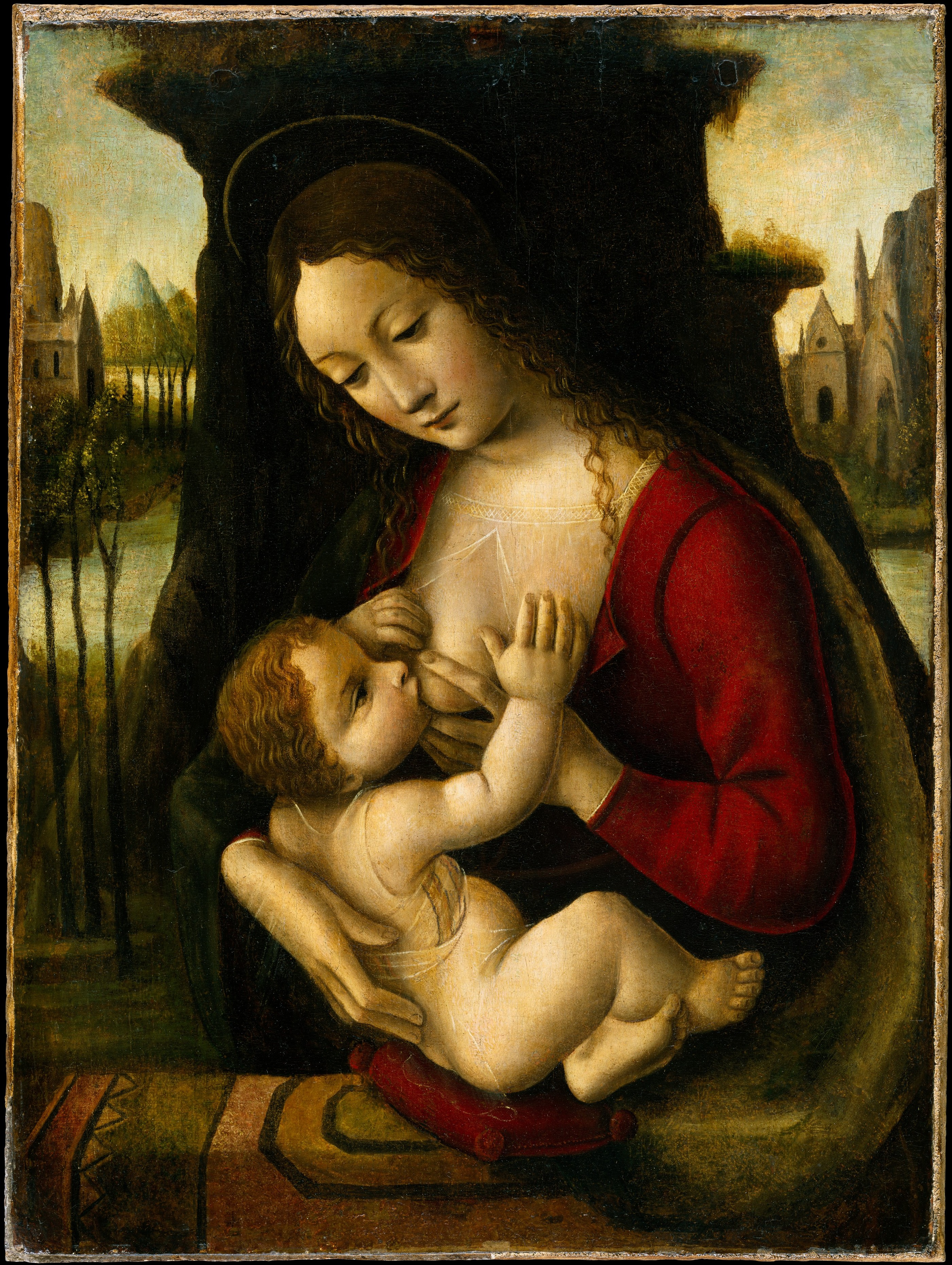
Madonna col Bambino, Metropolitan Museum of Art

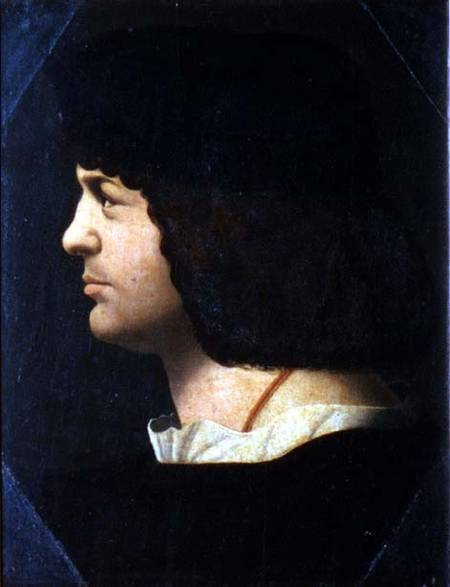
Ritratto virile, Galleria degli Uffizi

Bernardino de Conti (Castelseprio, 1470 – Pavia, 1523) è stato un pittore italiano.

## Biografia
Figlio dei "maestro" Baldassarre, domiciliato a Milano nel 1494, come conferma la firma "Bernardinus de Cornite de Mediolani", scritta dall'artista in molti quadri; poche risultano le informazioni sulla vita del pittore appartenente, secondo alcuni storici dell'arte, alla casata dei conti di Castel Seprio, come attestato dalla firma impressa sul Ritratto maschile conservato a Roma nella collezione Sterbini.
La sua formazione artistica si compì a Pavia, utilizzando come modelli di riferimento Vincenzo Foppa e i pittori lombardi preleonardeschi.
La pala di San Pietro in Gessate è la più antica opera religiosa della sua carriera; non vi sono informazioni di rilievo che lo riguardano dall’anno 1508 al 1522. Conseguentemente a ciò, gli storici dell'arte ipotizzano che si fosse trasferito in Francia.
Al 1522 risale l'ultimo lavoro documentato, una Madonna col Bambino, e quindi è probabile che l'artista sia morto in quegli anni. 
Le sue opere firmate attestano una grande predilezione per i ritratti di personaggi importanti della vita politica lombarda e in una misura minore un certo interesse per le tematiche sacre, degnamente rappresentate dalla serie di Madonna col Bambino (1523) e dagli Angeli ed anime del Purgatorio (1502).
Tra le opere eseguite tra il 1496 ed il 1523 si ricordano: il Ritratto di Francesco II Sforza bambino (1496), nella Pinacoteca Vaticana; il Ritratto maschile (1497), nella collezione Crespi di Milano; il Ritratto di prelato (1499), nei Musei di Berlino-Dahlem; il Ritratto di Charles d'Amboise (1500), conservato presso la Pinacoteca civica di Varallo (1500); il Ritratto di Sisto della Rovere (1501), nel Schlossmuseum di Berlino; il Ritratto di Catellano Trivulzio (1505) nel Brooklyn Museum; il Ritratto di Alvise da Besozzo (1506), nei Musei di Berlino.
Se abitualmente i critici d'arte inseriscono, per le opere a sfondo religioso, Bernardino de Conti nelle file dei leonardeschi, il pittore soprattutto nell'esecuzione dei ritratti si dimostrò più autonomo, sia per la vista di profilo tradizionalmente lombarda sul fondo neutro o scuro, con un'attenzione ai dettagli del costume che fanno pensare a una sua familiarità con la miniatura, sia per una durezza plastica e disegnativa di derivazione nordica.

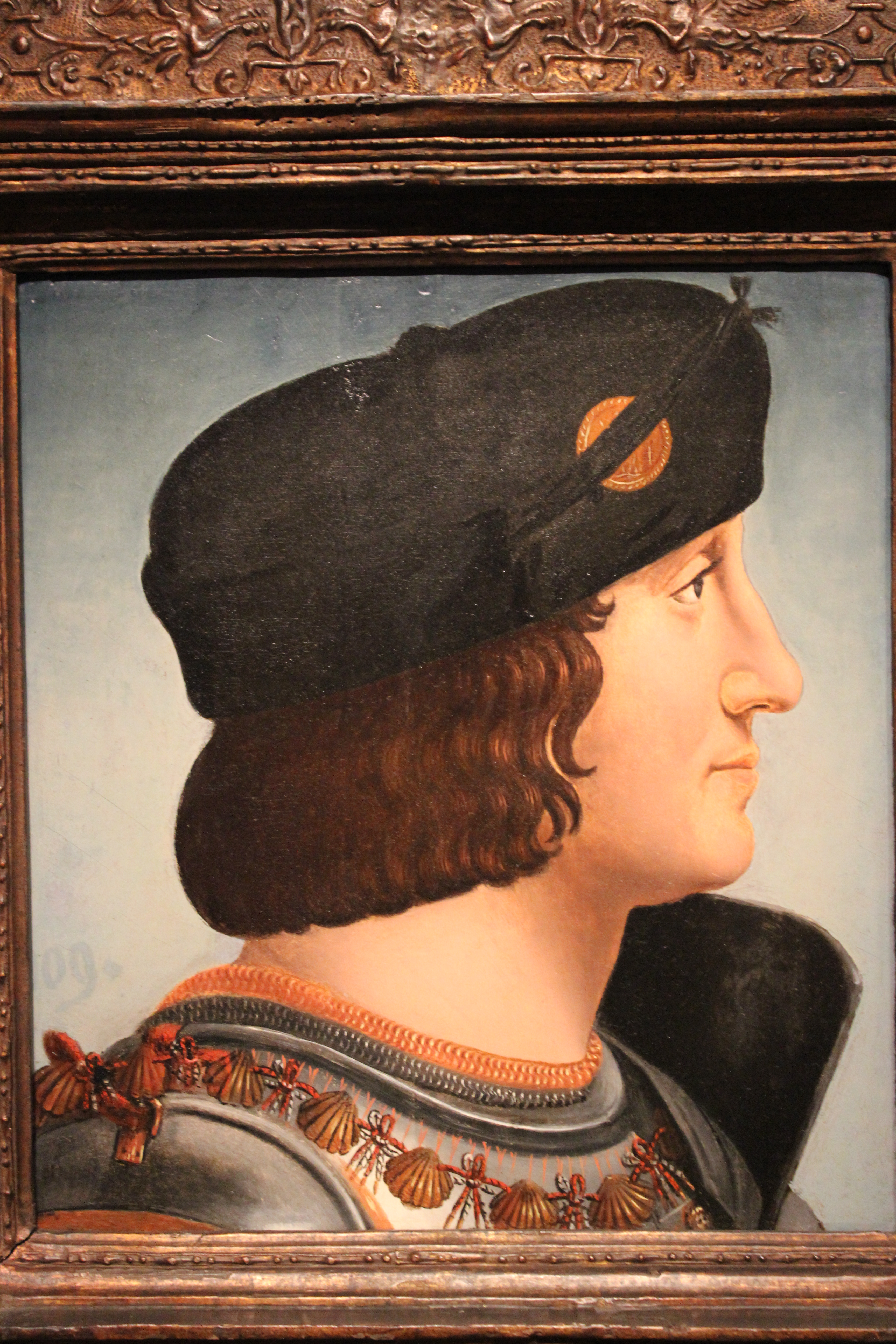
Ritratto di Charles d'Amboise, 1500, Seattle Art Museum
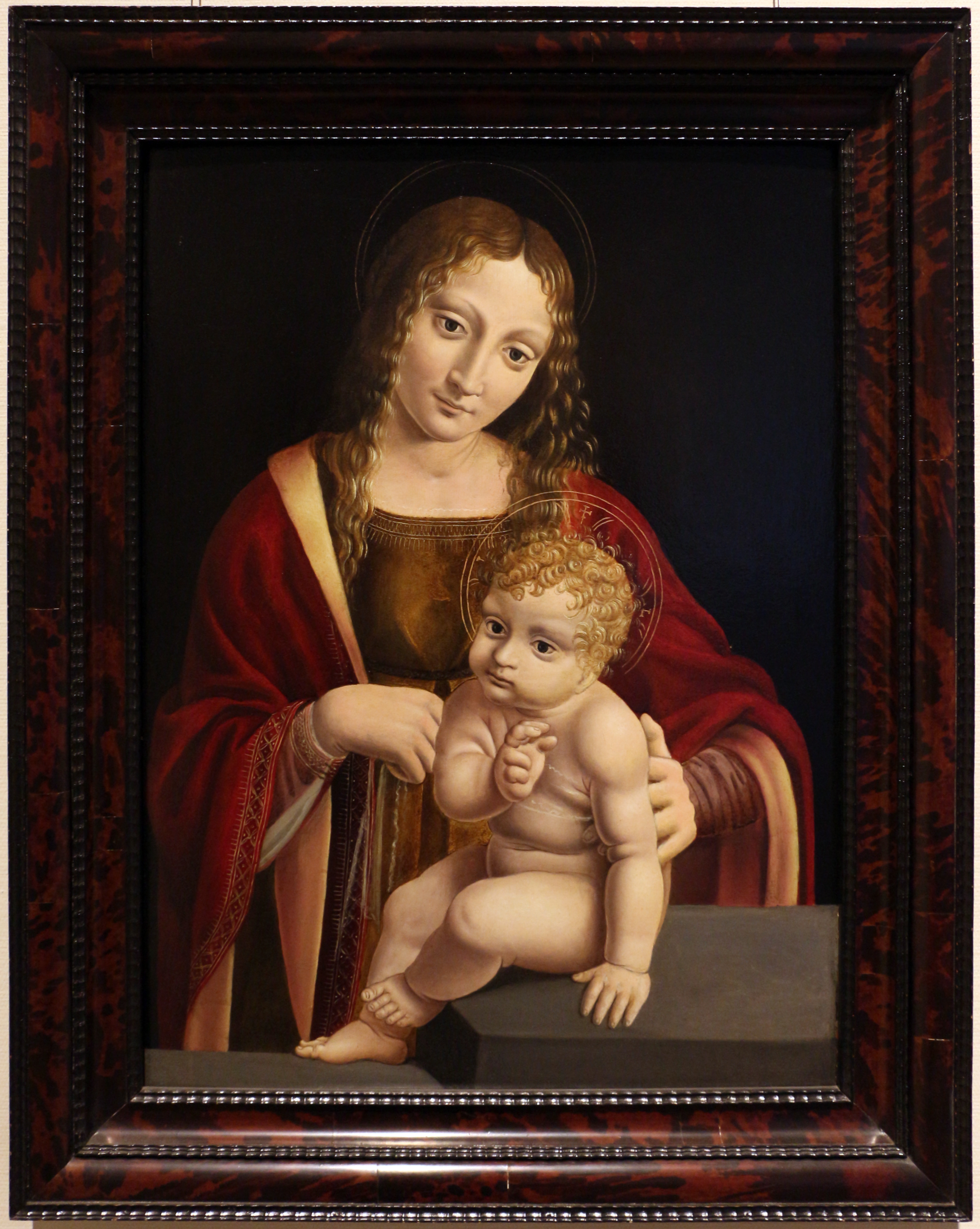
Madonna col Bambino, 1500, Pinacoteca del Castello Sforzesco
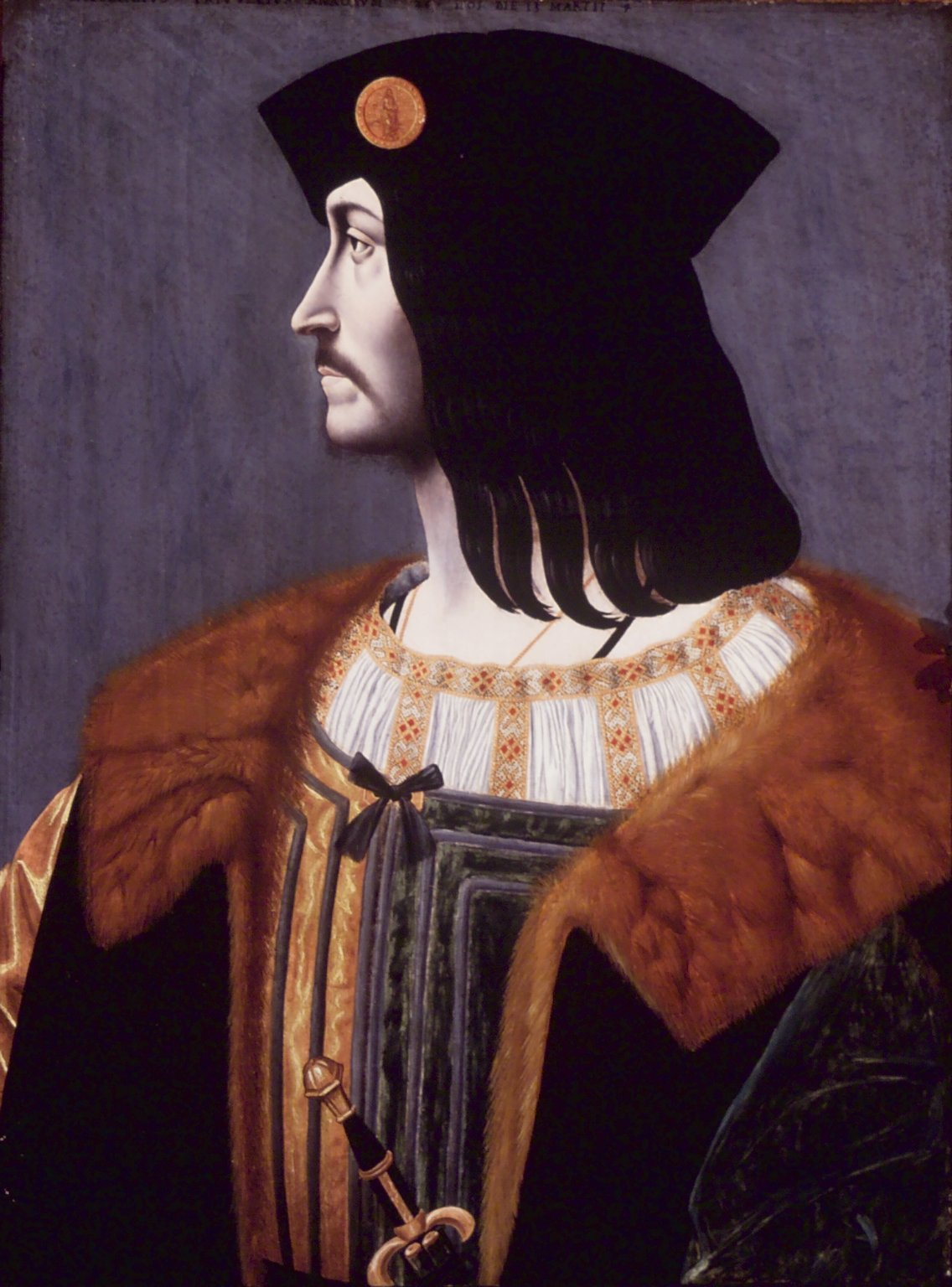
Ritratto di Catellano Trivulzio, 1505, Brooklyn Museum
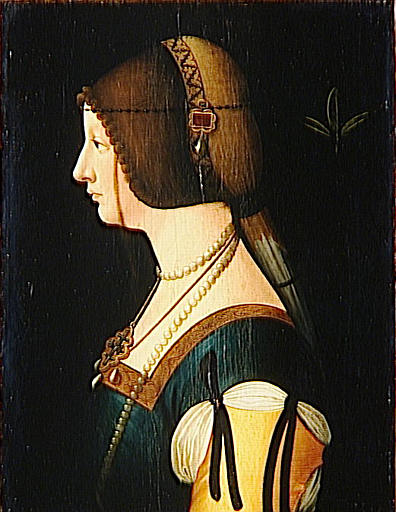
Ritratto di Bianca Maria Sforza, Museo del Louvre